# 大間町立奥戸小学校
大間町立奥戸小学校（おおまちょうりつ おこっぺしょうがっこう）は、青森県下北郡大間町大字奥戸にある公立小学校。

## 概要
- 本校は、大間町南西部の奥戸地区にあり、奥戸地区と材木地区を学区としている。中学校の学区は大間中学校。

## 沿革
- 1874年（明治7年）6月20日 - 奥戸小学として開校。
- 1886年（明治19年）5月10日 - 奥戸尋常小学校に改称。
- 1902年（明治35年）4月1日 - 高等科を併置し、奥戸高等尋常小学校に改称。
- 1906年（明治36年）8月20日 - 木材分教室設置。
- 1911年（明治44年）11月6日 - 校舎新築落成。
- 1915年（大正4年）4月1日 - 木材分校校舎新築落成。
- 1941年（昭和16年）4月1日 - 国民学校令により、奥戸国民学校に改称。
- 1947年（昭和22年）4月1日 - 新学制施行により、大間町立奥戸小学校に改称。同日から大間中学校奥戸分校（同年11月25日に「奥戸中学校」として独立）を併置し、高等科生を中学校奥戸分校に移籍。
- 1949年（昭和24年）11月1日 - 奥戸中学校が独立新校舎に移転分離。
- 1960年（昭和35年） - この年から翌年にかけて、校章と校歌を制定[1]。
- 1970年（昭和45年）
  - 3月25日 - 材木分校が本校に統合。
  - 8月26日 - 簡易ビニールプール（6コース）完成。
- 1975年（昭和50年） - 創立100周年を迎える[1]。
- 1977年（昭和52年）
  - 3月20日 - 新校舎新築落成。
  - 6月20日 - 創立百周年記念式典挙行。
- 1978年（昭和53年） - 鉄骨造の体育館が完成[1]。
- 1979年（昭和54年） - グラウンドが完成[1]。
- 1996年（平成8年） - 前庭に遊具（ジャングルジム2基・シーソー2台）設置[1]。
- 1997年（平成9年） - 一輪車練習場を設置[1]。
- 2000年（平成12年） - すべり台設置[1]。
- 2008年（平成20年） - この年度から2010年（平成22年）度にかけて、校舎改修工事を実施。耐震補強や特別支援室の改修、及びシャワー室の増設を行ったほか、新校舎と体育館も完成した[1]。
- 2019年（平成31年）3月 - 特別教室棟が完成[1]。

## 学区
- 奥戸地区・材木地区

## 周辺
- 大間町立奥戸中学校（2021年3月31日をもって閉校）
- 国道338号海峡ライン
- 奥戸漁港
- 津軽海峡

## アクセス
- 下北交通佐井線「奥戸小学校前」バス停から、約190m・徒歩約3分。
- 奥戸郵便局から、徒歩で約1.1km・約17分（最短ルートを行った場合）、車で約1.3km・車で約3分。
- 大間町役場から、車で約6.2km・約13分。

## 参考資料
- 『大間町史』（大間町・1997年3月31日発行）917頁～960頁「大間町年表 大間町および下北・青森地方の史実」
- 『青森県教育史 別巻』（青森県教育委員会・1973年12月20日）833頁～834頁「学校沿革 小学校 大間小学校」